# Erdenet
Erdenet mongolă Эpдэнэт este al doilea oraș ca mărime în Mongolia, fiind capitala provinciei Orchon-Aimag. Orașul a fost întemeiat în anul 1975, cauza fiind deschiderea minelor de cupru din regiune.

## Geografie
Erdenet se află la poalele munților Buregin și la ca. 300 de km de capitala Mongoliei Ulaanbaatar, datorită poziției sale strategice importante, pe hărțile sovietice era amplasată greșit.

## Legături de circulație
Aeroportul (ZMED/ERT) în prezent nu mai este folosit. Orașul este capătul de liniei de cale ferată „Transmongolia” care se ramifică la Darchan. Există o legătură cu autobusul care circulă de două ori pe zi din Ulaanbaatar.

## Economie
In Erdenet se află a patra mină de cupru ca mărime din lume, care este una din cele mai importante surse de venit a Mongoliei. Mai există în oraș o fabrică de covoare cu reume internațional, ca și fabrici de prelucrare a lemnului și a industriei almentare.